# Liste der Mitglieder des Provinziallandtags der Provinz Sachsen (4. Sitzungsperiode)
Diese Liste gibt einen Überblick über die Mitglieder des Provinziallandtags der preußischen Provinz Sachsen in der vierten Sitzungsperiode vom 13. Januar 1833 bis 24. Februar 1833.
| Kurie                                 | Wahlbezirk                   | Wahlkreis | Abgeordneter                                                                      | Anmerkung                                            |
| ------------------------------------- | ---------------------------- | --- | --------------------------------------------------------------------------------- | ---------------------------------------------------- |
| Stand der Prälaten, Grafen und Herren | ./.                          | Dom-Kapitel zu Merseburg                                                                                                   | Friedrich von Krosigk                                                             |                                                      |
| Stand der Prälaten, Grafen und Herren | ./.                          | Dom-Kapitel zu Naumburg | Domdechant Wilhelm Friedrich Ludwig von Zerssen                                   | stellvertretender Landtags-Marschall                 |
| Stand der Prälaten, Grafen und Herren | ./.                          | Virilstimme | Graf Henrich zu Stolberg-Wernigerode                                              | Landtags-Marschall                                   |
| Stand der Prälaten, Grafen und Herren | ./.                          | Virilstimme | Josef Christian Ernst Ludwig Graf zu Stolberg-Stolberg                            | vertreten durch den Regierungsrat Schönewald         |
| Stand der Prälaten, Grafen und Herren | ./.                          | Virilstimme | Graf August zu Stolberg-Roßla                                                     | vertreten durch Graf Rudolph zu Stolberg-Wernigerode |
| Stand der Prälaten, Grafen und Herren | ./.                          | Besitzer des Amts Walternienburg                                                                                           | Herzog Leopold IV. Friedrich von Anhalt-Dessau                                    | vertreten durch den Oberforstmeister von Schönfeld   |
| Stand der Ritterschaft                | Thüringer Wahlbezirk         | Alt-Querfurtscher Kreis | Major der Kavallerie Rudolph von Geusau zu Farnstedt                              |                                                      |
| Stand der Ritterschaft                | Thüringer Wahlbezirk         | Stift Naumburg-Zeitz | Stiftsdirektor Freiherr Hannibal von Hertzberg zu Heuckewalde im Kreis Zeitz      |                                                      |
| Stand der Ritterschaft                | Thüringer Wahlbezirk         | Neustädtischer Kreis | Kein Abgeordneter erschienen                                                      |                                                      |
| Stand der Ritterschaft                | Thüringer Wahlbezirk         | Aus den übrigen Kreisen | Kammerherr Wolf von Helldorff zu Wohlmirstedt im Kreis Eckartsberga               |                                                      |
| Stand der Ritterschaft                | Thüringer Wahlbezirk         | Aus den übrigen Kreisen | von Burkersroda auf Burgheßler im Kreis Eckartsberga                              |                                                      |
| Stand der Ritterschaft                | Thüringer Wahlbezirk         | Aus den übrigen Kreisen | Kammerrat Paul Gottlieb Döring zu Droyßig im Kreis Weißenfels                     |                                                      |
| Stand der Ritterschaft                | Thüringer Wahlbezirk         | Aus den übrigen Kreisen | Freiherr Ottobald von Werthern auf Wiebe                                          |                                                      |
| Stand der Ritterschaft                | Thüringer Wahlbezirk         | Aus den übrigen Kreisen | von Münchhausen auf Herrengosserstedt im Kreis Eckartsberga                       |                                                      |
| Stand der Ritterschaft                | Wittenbergscher Wahlbezirk   | Aus dem alten Wittenbergschen Teil                                                                                         | Kein Abgeordneter erschienen                                                      |                                                      |
| Stand der Ritterschaft                | Wittenbergscher Wahlbezirk   | Aus dem Leipziger Teil | Berghauptmann Franz von Veltheim auf Ostrau im Kreis Bitterfeld                   |                                                      |
| Stand der Ritterschaft                | Wittenbergscher Wahlbezirk   | Aus dem Meißner Teil | Kreisdeputierter Stephan auf Martinskirchen im Kreis Liebenwerda                  |                                                      |
| Stand der Ritterschaft                | Wittenbergscher Wahlbezirk   | Aus dem Merseburger Teil                                                                                                   | Kammerherr Karl Friedrich Rudolph von Grünberg auf Löbnitz im Kreis Delitzsch     |                                                      |
| Stand der Ritterschaft                | Mansfeldscher Wahlbezirk     | ./. | Freiherr von der Asseburg auf Weißdorf im Mansfelder Gebirgskreis                 |                                                      |
| Stand der Ritterschaft                | Mansfeldscher Wahlbezirk     | ./. | Landrat von Dedo von Krosigk auf Poplitz im Saalkreis                             |                                                      |
| Stand der Ritterschaft                | Mansfeldscher Wahlbezirk     | ./. | Kreisdeputierter Rudloff auf Mücheln im Saalkreis                                 |                                                      |
| Stand der Ritterschaft                | Eichsfeldscher Wahlbezirk    | ./. | Regierungsrat von Bültzingslöwen auf Haynrode im Kreis Worbis                     |                                                      |
| Stand der Ritterschaft                | Eichsfeldscher Wahlbezirk    | ./. | von Wedemeyer auf Annerode im Kreis Mühlhausen                                    |                                                      |
| Stand der Ritterschaft                | Eichsfeldscher Wahlbezirk    | ./. | Nicht erschienen                                                                  |                                                      |
| Stand der Ritterschaft                | Eichsfeldscher Wahlbezirk    | ./. | Nicht erschienen                                                                  |                                                      |
| Stand der Ritterschaft                | Magdeburgscher Wahlbezirk    | ./. | Kammerherr und Kreis-Deputierter von Alvensleben auf Redekin im Kreis Jerichow II |                                                      |
| Stand der Ritterschaft                | Magdeburgscher Wahlbezirk    | ./. | Landrat von Münchhausen zu Neuhaus-Leitzkau                                       |                                                      |
| Stand der Ritterschaft                | Magdeburgscher Wahlbezirk    | ./. | Deichhauptmann Curt Ferdinand von Byern zu Zabakuck                               |                                                      |
| Stand der Ritterschaft                | Magdeburgscher Wahlbezirk    | ./. | Major Hermann Otto Graf von der Schulenburg auf Emden im Kreis Neuhaldensleben    |                                                      |
| Stand der Ritterschaft                | Magdeburgscher Wahlbezirk    | ./. | Landrat, Major, Freiherr Baron Franz von Steinaecker auf Brumby im Kreis Calbe    |                                                      |
| Stand der Ritterschaft                | Magdeburgscher Wahlbezirk    | ./. | Landrat Otto August von Veltheim auf Klein-Santersleben – Kreis Neuhaldensleben   |                                                      |
| Stand der Ritterschaft                | Halberstädtscher Wahlbezirk  | ./. | Kammerherr Graf von der Asseburg auf Reindorf im Kreis Oschersleben               |                                                      |
| Stand der Ritterschaft                | Halberstädtscher Wahlbezirk  | ./. | Justizkommissionsfondsrat Heyer auf Haus-Reindorf im Kreis Aschersleben           |                                                      |
| Stand der Ritterschaft                | Halberstädtscher Wahlbezirk  | ./. | Obristleutnant von Wulfen auf Haus-Reindorf im Kreis Aschersleben                 |                                                      |
| Stand der Städte                      | Thüringischer Kreis          | Erfurt | Tuchfabrikant Nicolaus Ernst Bethmann Bernhardi                                   |                                                      |
| Stand der Städte                      | Thüringischer Kreis          | Naumburg | Magistrats-Syndikus Rasch                                                         |                                                      |
| Stand der Städte                      | Thüringischer Kreis          | Langensalza | Bürgermeister Kahlert                                                             |                                                      |
| Stand der Städte                      | Thüringischer Kreis          | Zeitz und Weißenfels | Apotheker Schröter aus Zeitz                                                      |                                                      |
| Stand der Städte                      | Thüringischer Kreis          | Suhl und Schleusingen | Senator a. D., Kaufmann Schmidt aus Suhl                                          |                                                      |
| Stand der Städte                      | Thüringischer Kreis          | Übrige Städte: Im Sangerhäuser, Weißenfelser und Querfurter Kreis                                                          | Bürgermeister Schier aus Freiburg                                                 |                                                      |
| Stand der Städte                      | Thüringischer Kreis          | Übrige Städte: Im Eckartsbergaer, Weißenseer, Langensalzaer und Ziegenrücker Kreis                                         | Holzhändler Kleemann aus Weißensee                                                |                                                      |
| Stand der Städte                      | Wittenbergscher Kreis        | Wittenberg | Senator Dr. Pfotenhauer aus Wittenberg                                            |                                                      |
| Stand der Städte                      | Wittenbergscher Kreis        | Torgau und Merseburg | Kaufmann, Fabrik- und Schiffherr, Senator Friedrich Gottlob Barth aus Torgau      |                                                      |
| Stand der Städte                      | Wittenbergscher Kreis        | Für die übrigen Städte | Justizrat Vogel aus Brehna                                                        |                                                      |
| Stand der Städte                      | Mansfeldscher Kreis          | Halle | Oberbürgermeister Dr. Carl Albert Ferdinand Mellin                                |                                                      |
| Stand der Städte                      | Mansfeldscher Kreis          | Für die übrigen Städte | Kaufmann Friedrich Finger zu Wettin                                               |                                                      |
| Stand der Städte                      | Eichsfelder Wahlbezirk       | Mühlhausen | Bürgermeister Gier                                                                |                                                      |
| Stand der Städte                      | Eichsfelder Wahlbezirk       | Nordhausen | Friedensrichter Oswald                                                            |                                                      |
| Stand der Städte                      | Eichsfelder Wahlbezirk       | Für die übrigen Städte | Bürgermeister Buse zu Ellrich                                                     |                                                      |
| Stand der Städte                      | Magdeburger Wahlbezirk       | Magdeburg | Kaufmann Schartow                                                                 |                                                      |
| Stand der Städte                      | Magdeburger Wahlbezirk       | Magdeburg | Kaufmann Listemann                                                                |                                                      |
| Stand der Städte                      | Magdeburger Wahlbezirk       | Burg, Schönebeck und Calbe                                                                                                 | Kaufmann Schotte aus Calbe                                                        |                                                      |
| Stand der Städte                      | Magdeburger Wahlbezirk       | Neustadt-Magdeburg, Sudenburg und die übrigen Städte der Kreise Calbe und Wanzleben                                        | Bürgermeister Oetting in Barby                                                    |                                                      |
| Stand der Städte                      | Magdeburger Wahlbezirk       | Die übrigen Städte des Neuhaldenslebener, Wolmirstedter, des ersten und zweiten Jerichower Kreises und die Stadt Oebisfeld | Kaufmann Ludwig Wilhelm Uthemann aus Sandau                                       |                                                      |
| Stand der Städte                      | Halberstädtischer Wahlbezirk | Halberstadt | Kaufmann Gottfried Mangler                                                        |                                                      |
| Stand der Städte                      | Halberstädtischer Wahlbezirk | Quedlinburg | Fabrikunternehmer Kranz                                                           |                                                      |
| Stand der Städte                      | Halberstädtischer Wahlbezirk | Aschersleben | Kaufmann Carl Staebe senior                                                       |                                                      |
| Stand der Städte                      | Halberstädtischer Wahlbezirk | Die übrigen Städte | Bürgermeister Stephani aus Gr. Oschersleben                                       |                                                      |
| Stand der Landgemeinden               | Thüringischer Wahlbezirk     | Für die Kreise Schleusingen und Erfurt                                                                                     | Gemeinde-Amtmann Wilhelm Kastner zu Gispersleben Kiliani – Kreis Erfurt           |                                                      |
| Stand der Landgemeinden               | Thüringischer Wahlbezirk     | Für die Kreise Sangerhausen, Querfurt und Weißenfels                                                                       | Ortsrichter Becker aus Pauscha, Kreis Weißenfels                                  |                                                      |
| Stand der Landgemeinden               | Thüringischer Wahlbezirk     | Für die Kreise Langensalza, Weißensee und Eckartsberga                                                                     | Schulze Spangenberg zu Griestedt, Kreis Eckartsberga                              |                                                      |
| Stand der Landgemeinden               | Thüringischer Wahlbezirk     | Für die Kreise Naumburg, Zeitz und Ziegenrück                                                                              | Erbrichter Frischbier aus Wethau, Kreis Naumburg                                  |                                                      |
| Stand der Landgemeinden               | Wittenberger Wahlbezirk      | Für den Wittenberger, Schweinitzer und einen Teil des Bitterfelder Kreises                                                 | Landschulze Andreas Mathias zu Bloehnsdorf – Kreis Wittenberg                     |                                                      |
| Stand der Landgemeinden               | Wittenberger Wahlbezirk      | Für den Merseburger, den anderen Teil des Bitterfelder und einen Teil des Delitzscher Kreises                              | Schulze Voigt aus Schladitz, Kreis Delitzsch                                      |                                                      |
| Stand der Landgemeinden               | Wittenberger Wahlbezirk      | Für den Torgauer, Liebenwerdaer und den anderen Teil des Delitzscher Kreises                                               | Gutsbesitzer Haasemann aus Prieschka, Kreis Liebenwerder                          |                                                      |
| Stand der Landgemeinden               | Mansfelder Wahlbezirk        | ./. | Schulze Kobe zu Volkstedt, Mansfelder Seekreis                                    |                                                      |
| Stand der Landgemeinden               | Eichsfelder Wahlbezirk       | Für die Kreise Nordhausen und Worbis                                                                                       | Erbpächter Kleemann aus Trebra, Kreis Nordhausen                                  |                                                      |
| Stand der Landgemeinden               | Eichsfelder Wahlbezirk       | Für die Kreise Heiligenstadt und Mühlhausen                                                                                | Einnehmer Fütterer aus Siemerode, Kreis Heiligenstadt                             |                                                      |
| Stand der Landgemeinden               | Magdeburger Wahlbezirk       | Für die KreiseaMagdeburg, Calbe, Wansleben, Wolmirstedt und Neuhaldensburg                                                 | Schulze Andreas Sebastian Schmock zu Atzendorf – Kreis Calbe                      |                                                      |
| Stand der Landgemeinden               | Magdeburger Wahlbezirk       | Für die beiden Jerichower Kreise                                                                                           | Schulze Hahn zu Altenplatow, 2. Jerichower Kreis                                  |                                                      |
| Stand der Landgemeinden               | Halberstädtischer Wahlbezirk | ./. | Schulze Hinze zu Langenstein, Kreis Halberstadt                                   |                                                      |